# Nicolas Puydebois
Nicolas Puydebois, né le 28 février 1981 à Bron, est un footballeur français qui évoluait au poste de gardien de but.

## Biographie
Nicolas Puydebois est le fils de Roland Puydebois, gardien de Buers et Villeurbanne dans la région lyonnaise avant de devenir entraîneur des gardiens du centre de formation de l'Olympique lyonnais. Le fils intègre donc l'OL dès 1988 à l’âge de sept ans. Vainqueur de la Coupe Gambardella 1997, Nicolas fréquente ensuite l'équipe de France espoirs.
Le 4 février 2003, il fait ses débuts en Ligue 1 contre l'AS Monaco lors d'une défaite deux buts à zéro. En novembre 2003, il découvre la Ligue des champions contre le RSC Anderlecht, défaite un à zéro. Troisième gardien du groupe professionnel derrière Coupet et Vercoutre lors des saisons 2002-2003 et 2003-2004, il gagne la confiance de Paul Le Guen pour passer numéro 2 à l'orée de la saison 2004-2005 lors du départ de Vercoutre.
Durant ses trois saisons, il dispute onze matchs de Ligue 1 et quatre matchs de Ligue des Champions.
En 2005 il signe avec la formation alsacienne du RC Strasbourg. Lors de sa première saison il dispute quinze matchs de Ligue 1 et cinq matchs en Coupe UEFA mais le club est relégué en Ligue 2. Lors de la saison 2006-2007 il ne dispute qu'un match de L2 et le club termine à la troisième place et retrouve la Ligue 1, une saison après la descente. 
Le 9 juin 2008, il s'engage avec le Nîmes Olympique, club tout juste promu en Ligue 2. Sa première saison en tant que titulaire ne sera pas des plus sereines, mais le club se maintient lors de la dernière journée. La saison 2009/2010 est pour lui l'année d'un record bien peu flatteur. Il encaisse en effet, le but le plus rapide de l'histoire de la ligue 2 à la 8e seconde de jeu, sur un long dégagement de Rémi Maréval face au FC Nantes. Sa doublure Haidar Al-Shaïbani lui sera préférée pour finir la saison. Son contrat n'étant pas prolongé, il quitte le club en mai 2010, et met ainsi un terme à sa carrière
Il apparaît aujourd'hui comme chroniqueur récurrent sur le site olympique-et-lyonnais.com.
Il est actuellement l'entraîneur des gardiens du GOAL FC en National 1.

## Statistiques
Voici les statistiques de Nicolas Puydebois depuis le début de sa carrière,.
| Saison                | Club                  | Championnat           | Championnat | Championnat | Coupe nationale | Coupe nationale | Coupe de la Ligue | Coupe de la Ligue | Compétition(s) continentale(s) | Compétition(s) continentale(s) | Compétition(s) continentale(s) | Total | Total |
| Saison                | Club                  | Division              | M.          | B.          | M.              | B.              | M.                | B.                | Comp.                          | M.                             | B.                             | M.    | B.    |
| 2002-2003             | Olympique lyonnais    | Ligue 1               | 2           | 0           | -               | -               | -                 | -                 | -                              | -                              | -                              | 2     | 0     |
| 2003-2004             | Olympique lyonnais    | Ligue 1               | 2           | 0           | -               | -               | 1                 | 0                 | C1                             | 1                              | 0                              | 4     | 0     |
| 2004-2005             | Olympique lyonnais    | Ligue 1               | 7           | 0           | -               | -               | 1                 | 0                 | C1                             | 3                              | 0                              | 11    | 0     |
| 2005-2006             | RC Strasbourg         | Ligue 1               | 15          | 0           | 1               | 0               | 1                 | 0                 | C3                             | 5                              | 0                              | 22    | 0     |
| 2006-2007             | RC Strasbourg         | Ligue 2               | 1           | 0           | 4               | 0               | 1                 | 0                 | -                              | -                              | -                              | 6     | 0     |
| 2007-2008             | RC Strasbourg         | Ligue 1               | 1           | 0           | 2               | 0               | 1                 | 0                 | -                              | -                              | -                              | 4     | 0     |
| 2008-2009             | Nîmes Olympique       | Ligue 2               | 36          | 0           | 2               | 0               | -                 | -                 | -                              | -                              | -                              | 38    | 0     |
| 2009-2010             | Nîmes Olympique       | Ligue 2               | 32          | 0           | -               | -               | 1                 | 0                 | -                              | -                              | -                              | 33    | 0     |
| Total sur la carrière | Total sur la carrière | Total sur la carrière | 96          | 0           | 9               | 0               | 6                 | 0                 | -                              | 9                              | 0                              | 120   | 0     |

## Palmarès
Nicolas Puydebois est champion de France à trois reprises en 2003, 2004 et 2005 avec l'Olympique lyonnais.
Il est le seul gardien à faire mieux que Manuel Neuer comme l’a dit Jean Charles Sabatier après sa chute sur le plateau du jour du dimanche.
Il est remplaçant lors du Trophée des champions 2002 remporté par l'OL. Il remporte également le Championnat de CFA en 2001 et 2003 et la Coupe Gambardella en 1997 avec l'équipe réserve du club.

## Style de jeu
Agile et fiable dans les airs, Nicolas Puydebois est aussi doté de bons réflexes.